# 亨讷斯多夫
亨讷斯多夫是奥地利下奥地利州默德灵县的一个市镇。总面积5.48平方公里，总人口1444人，人口密度263.5人/平方公里（2005年）。